# Смешанная парная сборная Монголии по кёрлингу
Смешанная парная сборная Монголии по кёрлингу — смешанная национальная сборная команда (составленная из одного мужчины и одной женщины), представляет Монголию на международных соревнованиях по кёрлингу. Управляющей организацией выступает Федерация кёрлинга Монголии (англ. Mongolian Curling Federation).

## Результаты выступлений

### Зимние Азиатские игры
| Год  | Место | И | В | П | Состав (женщина, мужчина, тренер)                                 |
| ---- | ----- | - | - | - | ----------------------------------------------------------------- |
| 2025 | 12    | 5 | 0 | 5 | Enkhzaya Ganbat, Bayar Bulgankhuu, Sainzaya Erdenebaatar (тренер) |